# Wielka Wyspa

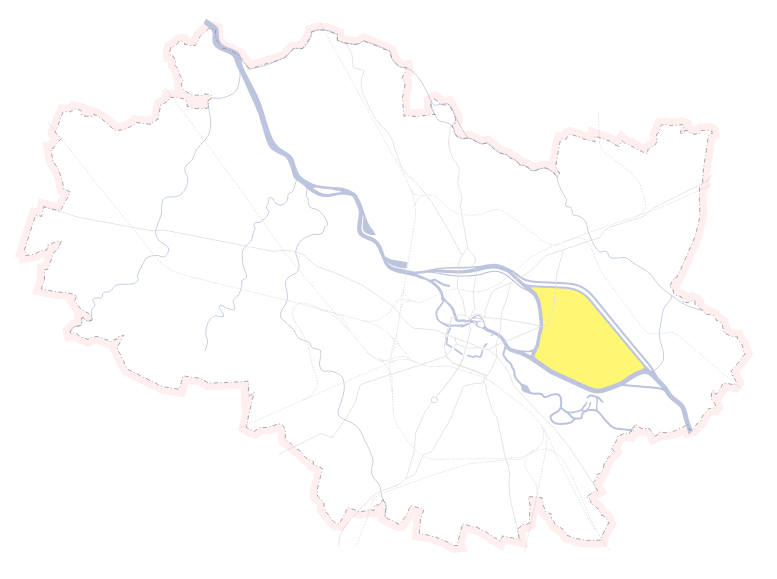
Wielka Wyspa na tle Wrocławia

Wielka Wyspa – wyspa na Odrze we Wrocławiu. Obejmuje osiedla Bartoszowice, Biskupin, Dąbie, Sępolno, Szczytniki, Zacisze i Zalesie, stanowiąc wschodnią część dawnej dzielnicy Śródmieście. Za pomysłodawczynię nazwy uważa się prof. Wandę Kononowicz, która zaproponowała ją w grudniu 1980. Nazwa długo funkcjonowała nieoficjalnie, obecnie jest stosowana przez wrocławski Urząd Miasta.
Terytoria należące do wyspy (poza Zaciszem) leżały do XVI wieku na lewym brzegu Odry, na terenie międzyrzecza (między Odrą a Oławą), po czym w latach 1531–1555 przekopano obecne koryto rzeki. Wymienione wyżej osady znalazły się na prawym brzegu rzeki, oddzielone jedynie starorzeczami (Czarną Wodą - Schwarzwasser). Posiadają połączenie z lewym brzegiem oraz centrum Wrocławia poprzez mosty Zwierzyniecki i Szczytnicki. Wyspa w obecnej postaci powstała na skutek przekopania w latach 1912–1917 kanałów lateralnych: żeglugowego i przeciwpowodziowego, przez który prowadzą mosty: Jagiellońskie i Chrobrego. Dodatkowo most Bartoszowicki łączy wyspę z groblą pomiędzy kanałami.
Aleję Wielkiej Wyspy, łączącą południowe dzielnice Wrocławia z północno-wschodnimi,  otwarto 23 grudnia 2023. 
Wyspa objęta jest ochroną indywidualną w formie zespołu przyrodniczo-krajobrazowego, w ramach Szczytnickiego Zespołu Przyrodniczo-Krajobrazowego.

## Obiekty na Wielkiej Wyspie
- Zoo
- Hala Stulecia i zespół terenów wystawowych z Iglicą
- wystawa architektoniczna Werkbundu
- Park Szczytnicki z Ogrodem Japońskim
- Stadion Olimpijski
- Most Olimpijski